# Campeonato Sudamericano de Clubes de Rugby 1985
El  Campeonato Sudamericano de Clubes de Rugby de 1985 fue la primera edición del torneo sudamericano de rugby de clubes campeones.

## Participantes
| Liga                               | Ganador             |
| ---------------------------------- | ------------------- |
| Torneo de la URBA 1984             | San Isidro Club     |
| Campeonato Central de Rugby 1984   | Old Boys            |
| Campeonato Paraguayo de Rugby 1984 | CURDA               |
| Campeonato Uruguayo de Rugby 1984  | Old Christians Club |

## Desarrollo

### Semifinales
| 18 de enero de 1985 | San Isidro Club | 26 - 12 | Old Boys |  |  |

| 18 de enero de 1985 | Old Christians Club | 22 - 0 | CURDA |  |  |

#### Tercer puesto
| 20 de enero de 1985 | Old Boys | 9 - 6 | CURDA |  |  |

#### Final
| 20 de enero de 1985 | San Isidro Club | 20 - 9 | Old Christians Club |  |  |

| Bandera de Argentina    |
| Campeón San Isidro Club |
| Primer título           |